# Pirata montigena
Pirata montigena este o specie de păianjeni din genul Pirata, familia Lycosidae, descrisă de Liu, 1987. Conform Catalogue of Life specia Pirata montigena nu are subspecii cunoscute.